# Кокарал (Ордабасинський район)
Кокара́л (каз. Көкарал) — село у складі Ордабасинського району Туркестанської області Казахстану. Входить до складу Торткольського сільського округу.
До 1999 року село називалось Леніно.
Населення — 700 осіб (2021; 627 у 2009, 643 у 1999, 490 у 1989).